# The Flying Squad (1932)
The Flying Squad é um filme de drama policial britânico de 1932, dirigido por F.W. Kraemer e estrelado por Harold Huth, Carol Goodner, Henry Wilcoxon e Edward Chapman. Foi baseado em um romance de Edgar Wallace, que também foi a base para outros filmes de 1929 e 1940. Os oficiais da Flying Squad tentam rastrear uma quadrilha de tráfico de droga.

## Elenco
- Harold Huth como Mark McGill
- Carol Goodner como Ann Perryman
- Edward Chapman como Sedeman
- Campbell Gullan como Tiser
- Henry Wilcoxon como Inspetor Bradley
- Abraham Sofaer como Li Yoseph
- Joe Cunningham como Simmonds